# オレだよ!ワリオだよ!!
『オレだよ！ワリオだよ!!』は、沢田ユキオによる日本の漫画作品。『コロコロイチバン!』（小学館）にて創刊号から2013年3月号まで連載された。単行本は4巻まで刊行されたが、終盤の数話は未収録となっている。
その前身に当たる『スーパーワリオくん』『怪盗ワリオくん』についてもこの項で述べる。

## 概要
『月刊コロコロコミック』・『別冊コロコロコミック』で連載されている『スーパーマリオくん』の登場人物、ワリオが主人公の作品で、実質その漫画のスピンオフ作品にあたる。
『スーパーワリオくん』と『怪盗ワリオくん』は『スーパーマリオくん』に収録されている。そのため、冒頭やエンディングにマリオやその他のキャラクターが登場することがある。
『スーパーワリオくん』というタイトルで短期間『小学三年生』で連載されていた作品は、「ワリオランドアドバンス ヨーキのお宝」、『コロコロイチバン』で連載されていた作品は、「ワリオワールド」、「怪盗ワリオ・ザ・セブン」、「ワリオランドシェイク」が舞台である。なお、『怪盗ワリオくん』は「怪盗ワリオ・ザ・セブン」が舞台で、『コロコロイチバン』で連載されていた作品とは設定などが違い、1話完結の読み切りである。

## あらすじ

### 『スーパーワリオくん』
伝説の黄金のピラミッドにお宝を探しに行ったワリオの話。この時はまだ『スーパーマリオくん』の外伝的扱いであったため各話冒頭にはマリオ達が描かれることもある。

### 『怪盗ワリオくん』
マリオとルイージが雪合戦をしていたところ、突然ワリオが乱入、主役になったところがストーリーの導入で儲け話を探すワリオがテレビの中の世界に入ることから始まる。最終的に、ループするような話になっている。

### 『オレだよ！ワリオだよ!!』
ワリオワールド編
世界中のお宝を集め、念願のワリオ城を建て満足していたワリオだが、暗転した直後、なぜか気絶して城の外にいた。実は集めたお宝の中にいた黒い宝石がワリオのお宝をモンスターに変え、お城をお尻に変えてしまい、用のなくなったワリオは捨てられたため外に気絶していたのだった。成り行きで救った木の妖精ネッコロと共に、お宝とお城を取り戻すためのワリオの冒険が始まる。
怪盗ワリオ編
楽して財宝を手に入れる方法を探していたワリオは、テレビでやっていたアニメ番組『怪盗紳士アルデンテ』を見てテレビの中のアルデンテの宝を奪う事を思いつく。ワリオ家に代々伝わる「テレメット」を使いテレビの中に入ったワリオは、アルデンテと仲違いをし、モンスターに襲われていたステッキオを救う。ステッキオは救われた礼にワリオを「怪盗ワリオ」へとパワーアップ、コンビを組みテレビの中の大冒険が始まる。
ワリオランドシェイク編
とある世界ユーレトピアにシェイキングという海賊が攻めてきてユーレトピアは陥落、メルフル達の女王、クイーンメルフルと無限にコインの出る「デルデルのサイフ」を海賊に奪われ、他の仲間も捕まった中、1人助かったメルフルは異世界へと救いを求めに行く。場所は代わり、金も食べ物も底を尽きたワリオはとても空腹だった。ただ1つ持っていた「古代義」も役に立たず壊そうとしていたところ、古代義が急に光だし、中から助けを求めに来たメルフルが登場。ワリオは肉と勘違いしメルフルに食いつき、メルフルを追い古代義の中の世界へ。ワリオは「デルデルのサイフ」とお宝を求め、メルフルは捕らえられた仲間と姫を救い出すために、ユーレトピアでの大冒険が始まる。

## 登場キャラクター

### 主人公やその周りのキャラ
ワリオ

本作の主人公で世界を股にかけるトレジャーハンター。行動や言動はゲーム以上に下品で卑怯。特にオナラとウンチとおしっこは大抵どの話にも登場する。『怪盗ワリオ編』を除いて変身して戦うということはあまりなく、持ち前の体力とタフさで敵を倒す。好物はニンニクで食べるとパワーアップできる。
性格は傲慢で独善的かつナルシストだが仲間思いな一面もある。敵であろうと改心すれば許し、利用価値があると思えば手を組む事もある。逆に言えば人を信用しやすいのでそこに付け込まれ騙されることも多い。
滅多な事がない限り帽子は脱がない。帽子を取るとハゲになっている。また、取ったとしてもマリオと違いパワーダウンとは関係がない。
少年時代のワリオは母と二人暮らしで極貧生活を送っていたためそこから金や宝に執着するようになり、リッチな暮らしに憧れている。なおヒゲはこの時から生えている。『怪盗ワリオ編』冒頭時点で母は存命している。
『怪盗ワリオ編』では現実世界と温泉回を除き怪盗ワリオの状態で進行する。また、変身取得順も本編とは異なり、7つある変身のうちフライングワリオのみ未登場である。
『ワリオワールド編』では宝も城も持っていたが最終回で全てパーになってしまい、『怪盗ワリオ編』では家には住んでいるも結局お宝は手に入らず、『ワリオランドシェイク編』では住む場所も食べるものすらままならないなどどんどん貧しくなっている。
ワリコ
カガミの世界で性別や性格が反転してしまったワリオ。性格は女性的なものの顔や体力は変わっていない。好きなことは化粧やおめかしでブッコロはその姿に惚れている。嫌いなことは醜いと言われることで、言われると激怒する。ブッコロやネッコロとは違いワリオはこの時の記憶は引き継げない。
ワリオの母
基本後ろ姿やシルエットで登場する（正面から見た絵はライオンのラクガオとマジックショーのときのみ）。パーマをかけた女性。貧乏な生活を送るワリオのワガママを工夫して解決している。『怪盗ワリオ編』冒頭ではワリオ家に代々伝わるとされるテレメットをワリオに渡す。

ニンニくん
『怪盗ワリオくん』におけるワリオの仲間で、パワーの源兼ツッコミ役である。食べられても身体はそのまま残っている。
煎餅が大好物である模様。

### スーパーワリオくん

#### 味方キャラクター
アレヲ・シタイン
『スーパーワリオくん』でのワリオの仲間の考古学者。頭の形がお尻に似ていることから、ワリオに尻頭と言われた事がある。最初の1話のみ、ワリオから「ばかせ」と呼ばれていた。
黒猫（ショコラ姫）
『スーパーワリオくん』の第1話で、ワリオにピラミッドのお宝に関する新聞を持ってきたキャラ。このことがきっかけで、ワリオの宝探しの冒険が始まる。その後も、所々でワリオのサポートをすることもある。
正体はピラミッドに封印されていたショコラ姫で、ヨーキが倒された後元に戻ったが、姿形はワリオにそっくりだった。
キヨブー
ヨーキの手下の自称「絵描きブタ」。本来は敵ではあるが、うっかりボスの攻略法を言うなど、意に反してワリオに味方する場面もある。
ワリオを倒そうとすることもあるが、全て裏目に出てしまったこともある。らくがきのもりではホームグラウンド（本拠地）であることからワリオを妨害した。
アイテム屋の店長
きいろのつうろにて店を構えている。黒猫が案内するも正月休みで店は閉まっていた。その後、黒猫の説得でピンチのワリオの元へ駆けつけ、アイテムを渡すことでワリオに助力した。その後ワリオにコインを要求するなど商売上手でもある。

#### 敵キャラクター
ヨーキ
ピラミッドのボス。ストーリーのラストに度々登場する。最終決戦ではワリオに間抜けな顔の面を見せるなどして力を抜かせ苦しめたが、気合を入れ直したワリオに面を投げられ素顔を晒す。大きく醜い素顔が出てきたあとはワリオを圧倒するが黒猫がボヨヨ〜ンハンマーでワリオ後押し、ボヨヨ〜ンアタックで倒され、崩壊したピラミッドと運命を共にした。
面ヤリ
ヨーキの手下の雑魚キャラ。ヨーキの側に遣えワリオの様子を伝えている。
大群で襲った面ヤリは、槍をワリオのお尻に刺した際に、それが刺激された際に出たウンチ攻撃で全滅してしまった。
ピンキー
さいしょのつうろのボス。垢抜けた顔をしていたがワリオのパワフルアタックを食らい続けた結果、怒り狂う駄々っ子になる。正体は小さなトマトでヨーキの魔力でモンスターに変えられていた（直後のコマでワリオに食べられている）。
グギョ・うつぼあんこう
池に潜んでワリオを食べようとしていたが、逆にワリオに食べられ全滅してしまった。
フラワナ
みどりのつうろのボスで王冠を持っている。ヨダレを垂らしながら寝ていたところをキヨブーが起こし、ワリオと戦闘になる。そのヨダレでワリオをゾンビに変え、戦いを有利に進めるもキヨブーがゾンビの解き方とフラワナの弱点を教えてしまったことで逆転される。頭が弱点と知りジャンプしてきたワリオを呑みこもうとするが直前ででぶワリオに変身したワリオのヒップアタックに敗れた。
シッキー
きいろのつうろのボスで首飾りをもっている。熊のぬいぐるみに乗ったネズミで、熊のぬいぐるみで攻撃してくるもダメージはなかった。その後火を落とし攻撃し、ワリオを火だるまにするも、アイテム屋の店長の持ってきたアイテム、「おっきいクチビル」と「おやじのげんこつ」を食らい敗北する。
コンドラー・キャバット
それぞれあか、あおのつうろのボスだが『ワリオくん』では一コマで片付けられた。

### ワリオワールド編

#### 味方キャラクター
ネッコロ
『ワリオワールド編』におけるワリオのパートナーの妖精。黒い宝石の手下に捕まり、檻に閉じ込められていたところをワリオに助けられ、仲間になった。ソリにされたり、バットにされたりと不遇な扱いを受けがちである。ノッキーという友達と40人ほどの仲間がいるが、ノッキーは洗脳され、仲間たちも同じくどこかに捕まっている。実は妖精らしく特殊能力を持っており、ワリオの近くにいることでワリオの全力が開放できていたり、黒い宝石との最終決戦では木の根を伸ばし攻撃するというその真価を発揮した（その代償として、大量のお宝を消費してしまいワリオは一文無しになってしまう）。
鏡の中の世界ではほぼ変わらずに登場する。
ブッコロ
漫画オリジナルキャラクターで自称ネッコロの仲間。ネッコロと違い関西弁で喋る。初登場はハラハラワールドのもりもりまんぷくエリアで檻に閉じ込められていたが、自力で脱出した。初めて出会った際はネッコロにも仲間かどうか疑われてしまった。大柄なうえ大食漢であり食事をしただけでまんぷくエリアを滅ぼしてしまうほどだった。武器は大きな腹や体でワリオにその腹を使わせアシストしたこともあった。その正体はネッコロの40人の仲間の集合体で大きく大食いなのもそのせい。なお、1話には助けられずに立ち去られたネッコロの仲間がいたが、彼がブッコロのうちの1人だったのか、それとも別人だったのかは不明。
鏡の中の世界ではかなり細々とした体格になり、一口でお腹がいっぱいになるなどの少食ぶりだった。鏡の世界でのワリオ（ワリコ）に一目惚れしたらしく、外の世界に出てもそのことは覚えていた。
ユッキ
雪だるま軍団の元戦闘員。初めはワリオを倒そうとしていたが失敗。形が崩れたところをワリオに直され改心し、以降はブルブル山でワリオと行動を共にする。中ボスカンタロウ戦ではワリオをかばい体が溶けてしまうが、鼻のつららは残りワリオの勝利に貢献した。また、小さいながらも生きておりワリオの修復により復活。その後の雪だるま軍団との戦いの際には当初は怯えていたものの、ワリオの策のお陰で大きな体と自信を手に入れ、ワリオと別れた。

#### 敵キャラクター
黒い宝石
本作のラスボス。ワリオの盗んだ宝の中に混じっていた宝石で1つ目に4本の触手を持つ。油断したワリオからお宝とお城を奪い、お宝を食べ、モンスターに、「お城」を「お尻」に変えた。ワリオ達の動向を探っているようで時々声をワリオや手下に届けている。悪役らしく、使えない敵キャラクターは見限る、ワリオたちを罠にはめるなど狡猾で残忍非道な性格。さらにネッコロとワリオの力の関係性も把握している。最終決戦では巨大化し火柱や衝撃波で一度はワリオをノックダウンさせるものの、ネッコロの根に捕まり回復したワリオのフルパワーアタックを食らい四散した。
アンキロン
砲台を背にもつアンキロサウルスのモンスター。ハンマーによりボヨヨ〜ンワリオにパワーアップしたワリオに倒される。
アンツキラー
アリジゴクのモンスター。ダイヤモンドの布を被せた大アーモンドでワリオをアリジゴクへと引きずりこもうとする。顔の割に体が小さい。
ディナーソア
ワクワクワールドの大ボス。何でもくっつける舌を持つ恐竜。巨体を利用したボディプレスやしっぽ攻撃でワリオを苦しめるが、ニンニクで回復したワリオのジャイアントスイングで宇宙まで飛ばされてしまった。
とおせんぼハンド
ホラホラハウスの門番で、ワリオにじゃんけん勝負を挑み、ワリオが後出しするもじゃんけんでは勝ったが、グーを出したワリオに殴られ粉々にされる。
骨ラノドン軍団
軍団で登場するも怖がりなワリオに蹴散らされあっけなく敗北。「ワリオの方が怖い」と話していた。
ベイビーエンジェル
ホラホラハウスのエリアボスで綺麗好きな天使。もともとは可愛らしい顔で油断させたところでワリオたちを倒すつもりだったが、ワリオたちが部屋を汚し過ぎる事に耐えかねエリアボスとしての正体を表す。頭が大きいためパンチやキックを繰り出すも全て頭突きになってしまうが効果はある。また空を飛び、ビームを繰り出すことでワリオを翻弄するも、諦めなかったワリオの秘策、ハゲ頭に目が眩み落ちてきたところを柱のトルネードショットで打たれ敗北する。
玉のりロージー
ぎっくりサーカスのエリアボス。頭を飛ばして攻撃してくる他、乗っている玉は爆弾でバズーカピエロンなど銃火器を使用する。飛ばしている顔は本当の顔ではなくその下に汚いおっさんの顔が隠れている。分裂した頭をまとめて巨大爆弾にしてワリオに止めを刺そうとするもオナラで返されワリオごと大爆発を起こし敗北する。
ドキドラゴン
ドキドキワールドの大ボスで、ロージーを倒した直後のワリオと対戦するも怒りの一撃を食らい一コマで敗北。「大ボスなのにこれで終わりかよ」と嘆いていた。なお、原作通りドキドラゴンは2体おり、もう1体はメスの個体で黒い宝石の作った混浴温泉に現れていた。
カンタロウ
ブルブル山の中ボスで火口近くに住んでいる。頭の割に体が小さいことがコンプレックスで「体はおまけ」と言われると怒って攻撃してくる。氷の息吹や体当たり、衝撃波など攻撃は多彩であり、中でも赤く光った目から発せられるにらみビームを食らうと体が風船状に膨らんでしまう。このビームでユッキを倒すもそれに怒ったワリオにビームを跳ねかえされ倒された。
雪だるま軍団
ブルブル山に拠点を持つ雪だるまの大軍団。団長は大ユッキでそのほか沢山の雪だるまがいるが、ワリオの策で巨大化したユッキによってノスラー以外の面々は潰されてしまう。
ノスラー
凶暴な雪だるま野郎で氷のバットを持っている。飯を食べていたことで軍団に集合するのが遅れユッキに潰されずに済んだ。軍団にいた時のユッキをいじめておりそれがトラウマでユッキは逆らえなかった。風邪気味のワリオを叩きのめすも、食らいつく姿にユッキが勇気を得、更に高熱で火の玉と化したワリオをぶつけられ小さくなってしまう。小さくなった状態ではほぼ無力で、力の少ないネッコロでも簡単に倒せるほどになってしまった。

ノッキー
マメの木こうげんに生えていた凶暴な木。「んがー」や「おりゃー」としか喋らずコミュニケーションはあまりとれない。主な攻撃手段は根っこや枝、棘のついたきのみなどである。もともとはお城の裏庭に生えていた優しい木でありネッコロの友人でもあったが黒い宝石に操られた事で凶暴化。最後には手のような枝でワリオとネッコロを拘束するも、黒い宝石に見限られ、ワリオ共々燃やされてしまう。その中でネッコロが包帯の下に隠したラクガキ「キミはぼくのイチバンのともだち」を見たことで正気を取り戻し、ワリオたちを解放。ワリオが必死の鎮火を試みるも間に合わず全焼してしまう。
ノッキー2世
全焼したノッキーの下から生えてきた木の芽。ワリオにおしっこをかけられる。

タランチュラス
蜘蛛のモンスターでもりもりまんぷくエリアのボス。糸や弾を発射して攻撃してくる。頭と腹が弱点だが近くの糸は粘着質で近づけない。ネッコロを攫って食べようとしていたが、ブッコロの腹を使い大ジャンプしたワリオの「ボヨヨ〜ンデブバラヒップアタック」を頭に受けて敗北した。ワリオたちにはまんぷくエリアを荒らし、ブッコロを閉じ込めた犯人と誤解されていたが、実は荒らしていたのはブッコロで、さらに荒らされるのを抑えるためにブッコロを閉じ込めていただけであった。
レッドパンツジョニー
ハラハラワールドの大ボスで99連勝中のチャンピオン。マグマのリングでワリオと戦う。卑怯さはワリオに負けず劣らずで、パンツの中に大量の武器や凶器を隠し持つ、息子のブルーパンツと演技の話で相手をマグマへ落とすなどそれまでの敵にも類を見ない卑怯さである。しかし、その演技が仇となりワリオの「怒りのおならファイアー」に焼かれ敗北。その後はブルー共々改心していた。
ホライゾン
ギラギラワールドのマジカルミラーの敵。ワリオたちをあべこべのカガミの世界へと引きずり込み閉じ込めた。醜いものを見るとカガミにヒビが入る。化粧が崩れて醜くなった顔のワリコ（カガミの世界のワリオ）の「プリプリおヒップアタック」を当てられ壊された。
オジケルーマン
ギラギラワールドマジックショーのマジシャン。どの手品も下手くそで、破いたお札はテープで貼り直し、消失マジックはただ口に入れただけなどお粗末。黒い宝石が差し向けた刺客の1人で終盤では巨大化。わずか数コマでワリオを倒し、続くブッコロも一撃で仕留めるものの、ブッコロがそのショックで本来の40人の仲間に分裂。その後ネッコロの仲間、40人分の力を得たワリオに潰され敗北する。

### 怪盗ワリオ・ザ・セブン編

#### 味方キャラクター
ステッキオ
『怪盗ワリオ編』におけるワリオのパートナーで、元は怪盗アルデンテが持っていた意思を持つ杖。彼をこき使うアルデンテに嫌気が差しパートナー解消、偶然出会ったワリオに手を貸す。マスタージェムという宝石を食べてその力を得てワリオを変身させる。ウィッシュストーンについて知っている節があったが完璧に知っているわけではなく自身が封印した悪魔のこともすっかり忘れていた。最後はウィッシュストーンで叶えられなかったワリオの願い「世界中のお宝」を出現させた。
アルデンテ
ステッキオの持ち主の子孫。ワリオよりも大ボケ。連載当時は主に敵キャラとして扱われていたが、雪山で協力してから仲間に加わった。しかし、仲間になってもワリオからは認められておらず、濡れ衣を着せたときやアルデンテ顔に変身したラブレシアは殴られたりしていた。また、本人も完全に仲間になったわけではないので、強い敵はワリオに倒させたり濡れ衣を着せたり、マスタージェムや最後の石版を隠し持っていた。
はっきりいって「弱い」ので、戦闘するときはメカに入る。弱い者いじめもよくする。最終決戦時も特に何もすることはなかったが、沢山の種類の水を飲んでパンパンに膨らんでいたところをワリオに利用され悪魔の火を消すのに一役買った。
ハナゲール28世
貴族を自称するファラオマンのハナ毛。ハナ毛と言われると怒り出す。ファラオマンの鼻からワリオ達と共に飛ばされラブレシアのいる密林の遺跡を案内する。自称貴族であるため庶民に使われるのは嫌らしいが、庶民を使う事は好きでスネークフラワー戦ではワリオを使い勝利をおさめる。しかしラブレシア戦では逆にワリオに使われ、あっぱれなやつとワリオを評価していた。ウィッシュストーンを手に入れたところを見届けると王であるファラオマンの元へ帰っていった。

### 敵キャラクター
ヒッキーマウス・リッチーマウス
ヒッキーマウスはステッキオをかじっていたネズミ。リッチーマウスはヒッキーマウスよりひと回り大きく、パンツが輝いている。どちらもワリオに一蹴される。
リッチーマウスはリベンジとして2巻巻末4コマにも登場。ワリオが自滅したため不戦勝だった。
セインシェフ
豪華客船の料理長。アルデンテの策で「最強の入れ歯」を狙いに来たワリオたちを襲う。料理攻撃が得意でスペースワリオ、怪盗ワリオも調理された。しかし隙をついてステッキオが最強の入れ歯を手に入れ、グラフィティワリオに変身したワリオの描いたウンチアタックで倒される。その後、アルデンテが食料を落としたことで真相に気づきアルデンテを追いかけていた。
スフィンクス
博物館のボス。なぞなぞでワリオと対決し、その後ワリオに襲いかかってくる。イジワルななぞなぞを出したり積荷の中から闇討ちしたりとワリオ以上の卑怯さとずる賢さを持つ。実はハゲであり、その頭から漏れた光でドクターワリオに場所を気づかれ、パワフルパンチングで倒された。
スノーマン親子
雪山に住む沢山のプチスノーマンと父親のビッグスノーマンの親子。プチスノーマンはアルデンテに倒されるほど弱かったがビッグスノーマンは本体が石でできており、凶器攻撃もするためワリオでも苦戦する。途中でダイナソーワリオに変身され不利になったがプチスノーマンの必死の説得でワリオがアルデンテに目標を変更。ワリオの人柄にお宝を譲った。お宝を持っていると言っていたが「ウィッシュストーン」ではなく「きょうりゅうのハナクソ」「こうていのべんざ」「ハートのストロー」であった。しかしウィッシュストーンの場所は知っており吹雪の壁をワリオたちに案内した。
カルパッチョメタモ
吹雪の壁にて商売をしていたマスクをしたおっちゃん。山の裏側にウィッシュストーンを奉り商売道具にしていた。ウィッシュストーンをダシにしてワリオ達をこき使うが約束を反故にしたことでワリオと交戦する。普通の状態でも強いがワリオとの戦闘時には巨大化し飲み込む。体内は地獄部屋になっており溶岩やトゲ、レーザー砲などがある。しかしワリオに体内でオナラをされ破裂する。実は雪山のヌシでウィッシュストーンを渡すに相応しい人物かを試していた。ウィッシュストーンが無くなったあとはステッキオで商売をしようとしていた。
※ゲームと違いカルパッチョは登場しないためカルパッチョメタモで単体のキャラになっている。
王座の門
頭に豚がついている王の門番の中年女性。顔だけながらもワリオを圧倒する。通行料として金銀2枚の王家のメダルを要求する。メダルは食料で食べ終わった後はワリオ達を認め王座の入口の「彼女の口」を開けた。
ファラオフェイス
メダルを守っている敵で眼鏡をかけた小さい兄とボケの弟の兄弟。兄はステッキオとアルデンテを捕まえる。弟も最初は戦えなかったがワリオにおにぎりを食べられた事で怒り怒涛の攻撃ラッシュを食らわし兄も加勢したことでワリオをダウンさせる。しかしステッキオがビリビリワリオにパワーアップさせた事で形勢逆転され電撃弾でトドメを刺される。メダルを守っていたわけではなく彼ら自身がメダルであった。
ファラオマン
ピラミッド最奥部にいた王。体や投げたものを透明化する事ができる。身体はたった一枚のパンツを穿いているだけでほとんど裸である。しかもそのパンツも1万年前から履き古したモノで臭いが逆にそこだけが弱点である。得意技はハナ毛クラッシュにハナクソ弾、ウンチ弾などかなり下品。パンツに火気厳禁と描いてあったことをアルデンテに突き止められ火力アップしたダイナソーワリオの「超ゲキカラボーボーファイアー」で倒される。石版は持っていなかったため石版のあるところへワリオ達を鼻に入れハナ毛と共に飛ばした。後に温泉で再登場。ワリオにニンニクを渡し激励するが直後マグマコントローラーに倒される。
スネークフラワー
密林に住む食いしん坊の花。アルデンテとステッキオをフライにして食べようとする。しかしワリオの方が旨そうと判断したためワリオを襲う。ヨダレはパワーを奪う力がある。ハナゲールに使われたワリオのアタックで倒され、滝の水を全部飲み干した。その後放っておかれたアルデンテ達を再び食べようとしていた。
ラブレシア
3枚目の石版を守っている花。世界一臭いらしく匂いを嗅いだだけで大抵の人は倒れるがワリオはその匂いが好きで、ハナゲールは鼻が詰まっていたため効かなかった。得意技はタネタネ攻撃と顔変身。アルデンテ顔の時はワリオに殴られワリオ顔の時はハナゲールに殴られ怒りマックスになる。怒りマックスの時は悪役レスラーのような顔つきになり上空へ移動、攻撃も下品なものが多くなる。ハナゲールを巻いてバネにしジャンプ、さらにオナラで飛んだワリオのパンチに顔を潰され倒れた。
マグマコントローラー
温泉を管理していたロボ。ぼったくりで法外な金を請求し、払えない者には容赦なく攻撃をする。マグマやレーザーを放出し、さらに表層の攻撃は全く効かないことでワリオ達を苦しめる。キャプテンワリオに変身したワリオの魚雷（アルデンテとステッキオ）を鼻に打ち込まれ、マグマが詰まった事で爆発する。
マッスル・ザ・ドルフィン
筋骨隆々のイルカでポーズを付けながら話す。身体はおろか、歯もマッチョで鉄球を噛み砕いているほど力がある。また、ウンチもマッチョである。体表はオイルでツルツル、筋肉の硬さでカチカチの両方を使い分けることでワリオ達を苦戦させた。オイル使っていた事がばれてダイナソーワリオに燃やされ、たまらず水に逃げ込むが実は「カナヅチ」であり泳げなかった。倒された後はワリオに石版の在り処とイルカン帝国について教える。
ドルフィン一族
ベビードルフィンとその父のドルフィン64世、さらに祖父のドルフィン5世で構成されているイルカン帝国の一族。
ベビードルフィンは影で大きく見せていたがパワーがないためすぐにやられる。
ドルフィン64世はボケキャラで力もそんなに無いが、水上でのスピード勝負ではワリオ達に勝っている。
ドルフィン5世はあまり動くことはないが、一度口を開くととてつもないエネルギー弾を発射する。しかし同時に口の中は弱点でもあるため開閉は口チャックになっている。口を以外にも近距離ならヒゲパンチや王冠攻撃もしてくる。ステッキオの策でグラフィティワリオに変身されウンチの匂いに耐えきれず口を開けたところをスペースワリオのレーザーで倒される。キャプテンワリオの船ならただぶつかっただけでも壊せる。
マルゲリータ
眼鏡をかけた謎の少女。病気の母のためウイッシュストーンが欲しいとワリオに近づく。一度はワリオに断られるものの「家が金持ち」と金でワリオを釣る事で協力させる。ドルフィン一族に石版を持ち逃げされそうになった際には眼鏡を外してブサイクな素顔を晒し「マルゲリータタイフーン」を放った事でワリオを追いつかせる。
実はウィッシュストーンに封印されていた悪魔で5つの石版全てが集まったことで復活し食事のためワリオの魂を奪おうとする。炎の姿をしており、火炎弾や火柱、火の輪でワリオを苦しめ、超火炎弾でワリオを一度ダウンさせるも、水を沢山飲んだアルデンテにヒップアタックを食らわせるというワリオ達の合体技に消火される。ワリオとアルデンテというおっさんに消火された事がショックで魔界へと帰っていった。
原作ゲームにおける第3形態で出現している。

### ワリオランドシェイク編

#### 味方キャラクター
メルフル
『ワリオランドシェイク編』におけるワリオの相棒。ユーレトピアの住民でシェイキングに襲われたユーレトピアから脱出し、ワリオに救援を求める。ユーレトピアのお宝の位置、仲間の位置を把握しておりメルフルがいないとワリオは宝探しも出来ない。他2人の相棒と違いツッコミがかなり強く、あまりにワリオからの扱いがひどく反抗した事もある。